# 科馬里夫 (加利奇區)
49°4′32″N 24°38′41″E / 49.07556°N 24.64472°E

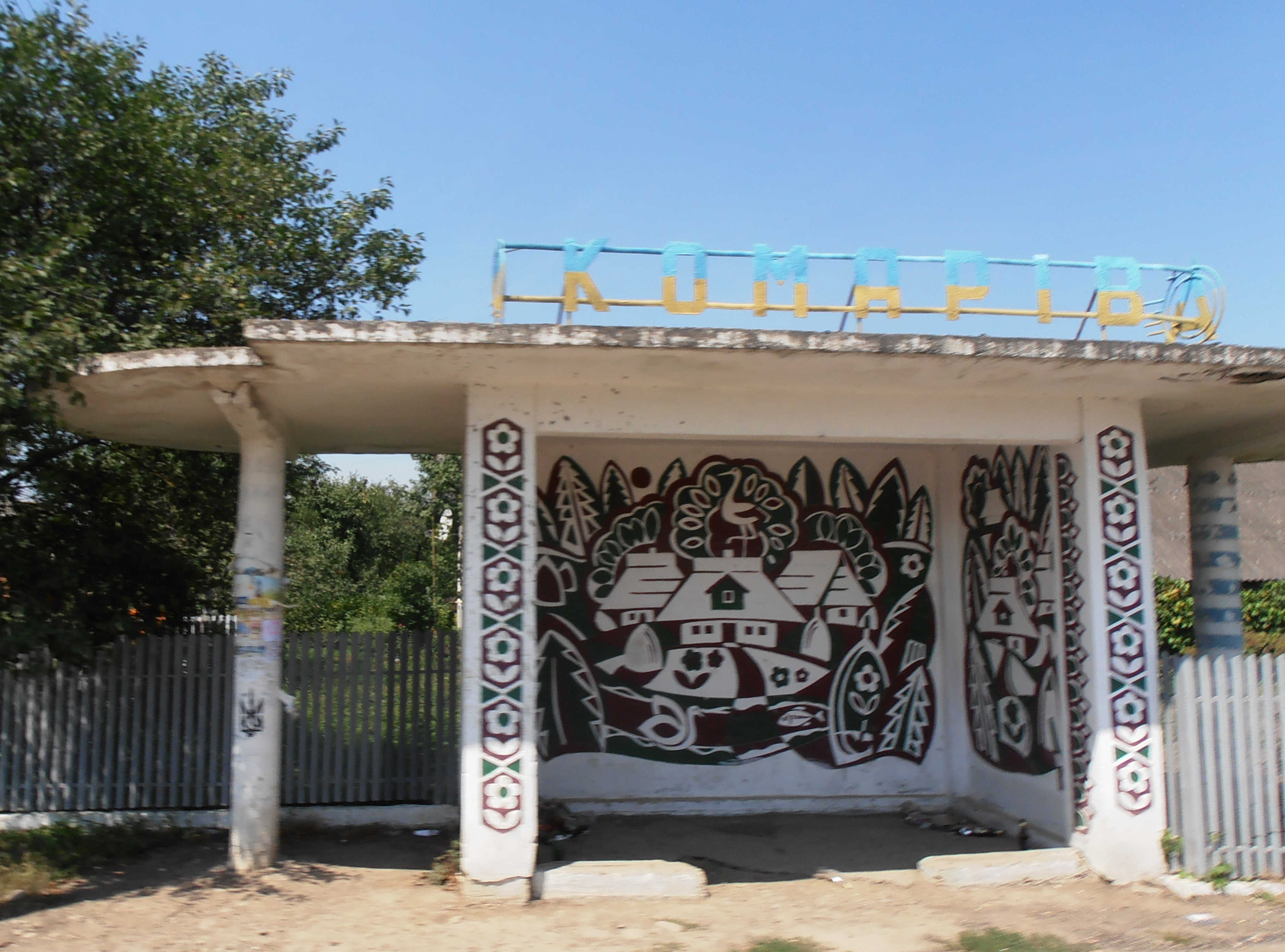

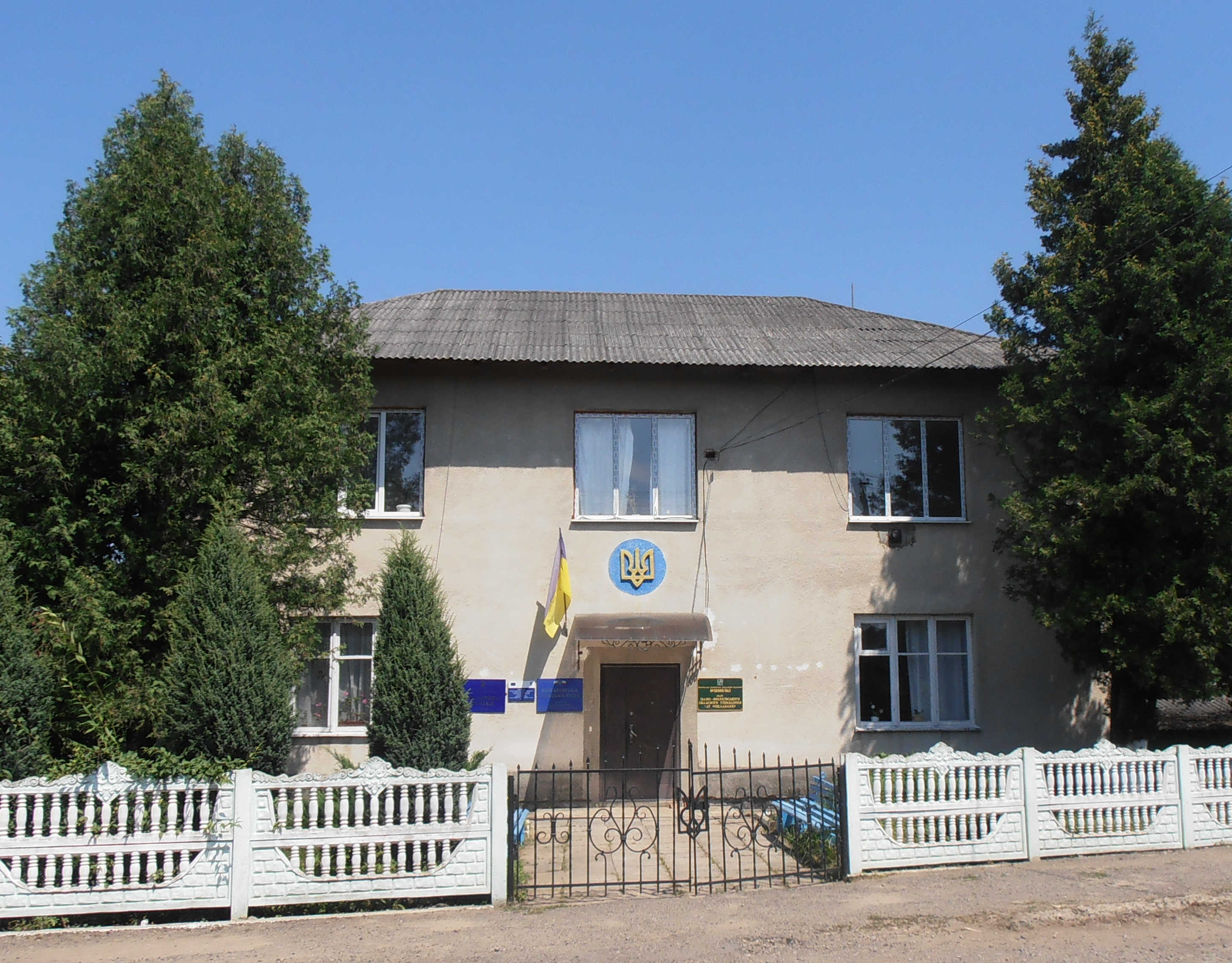

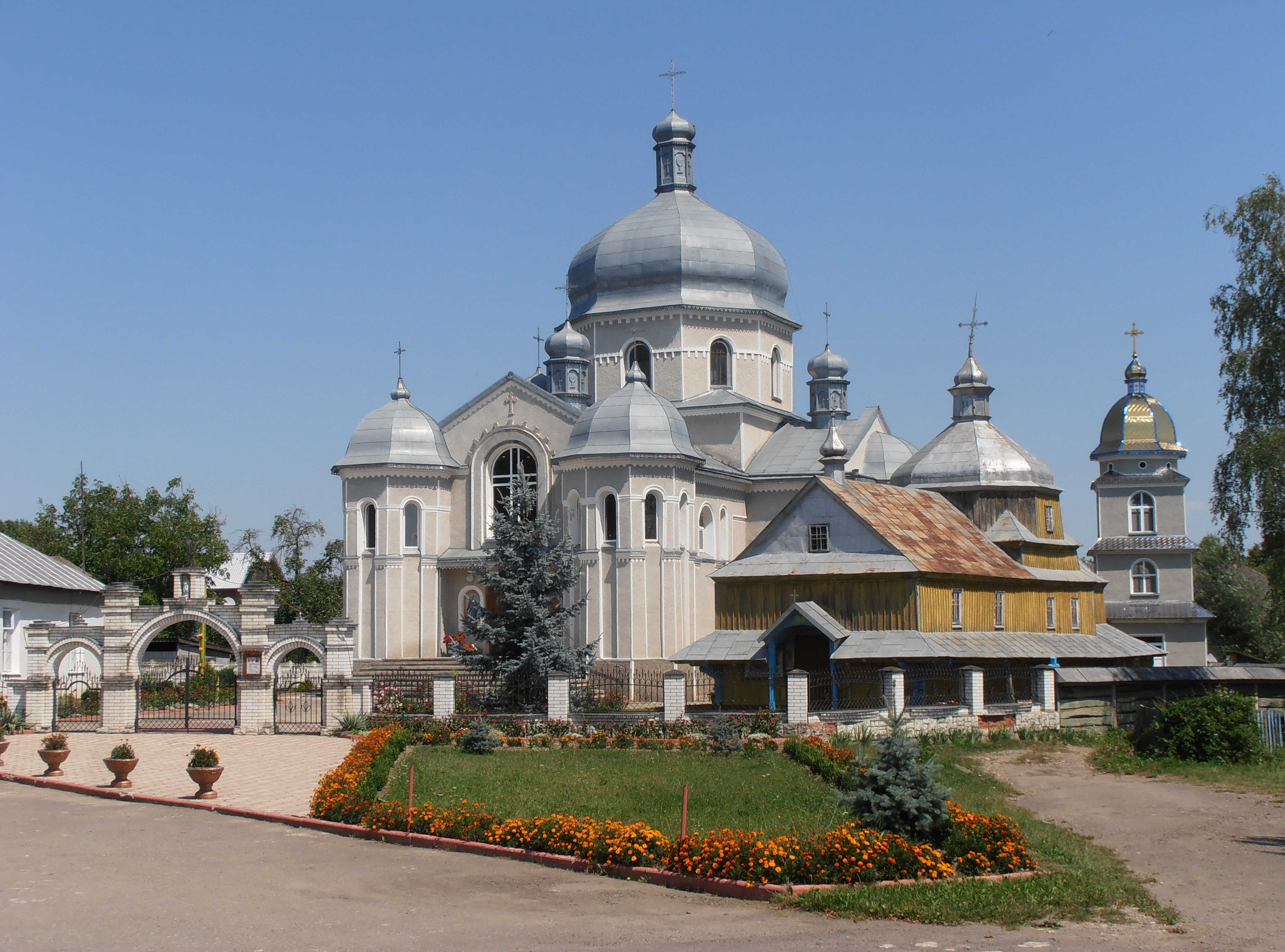

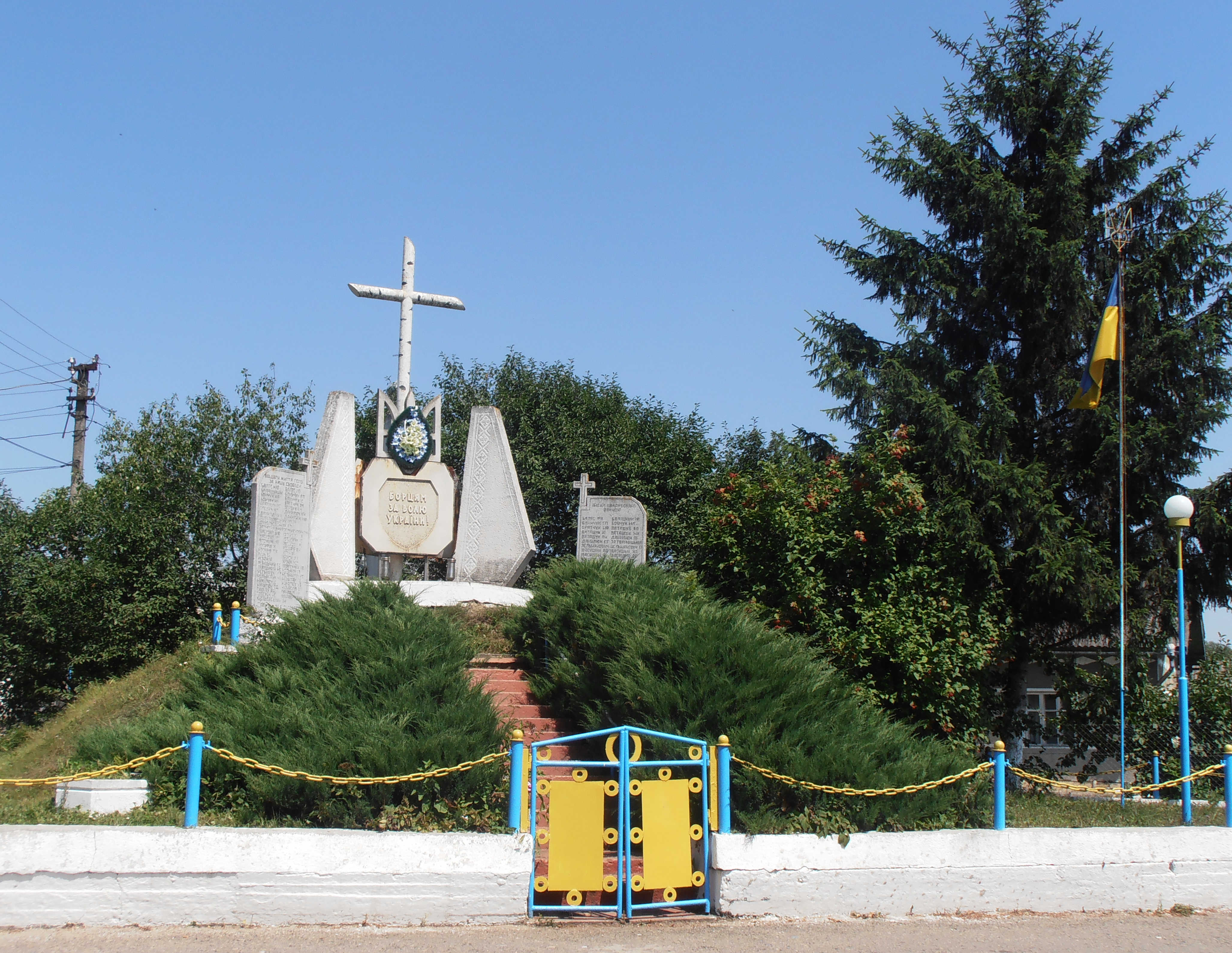

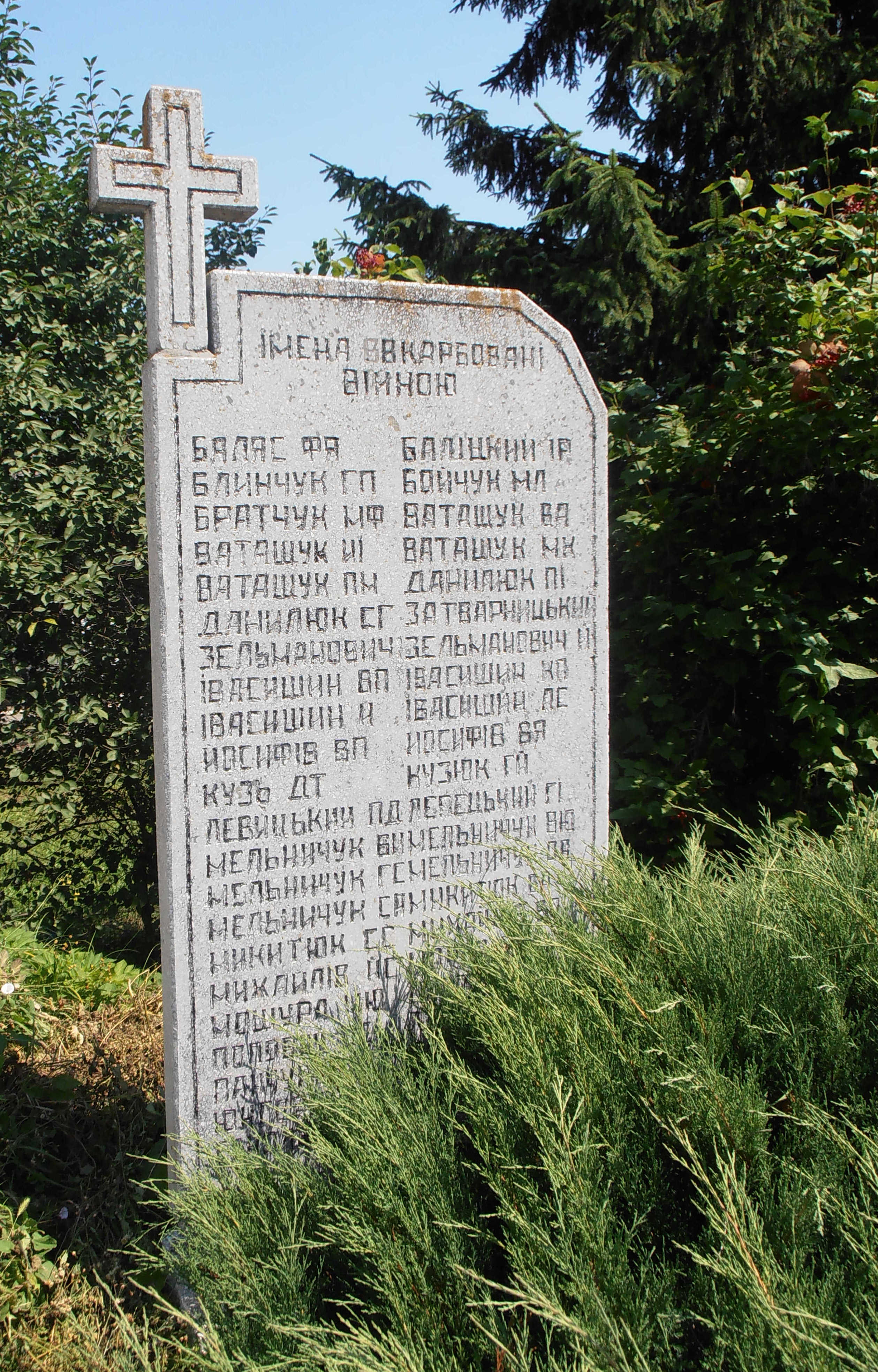

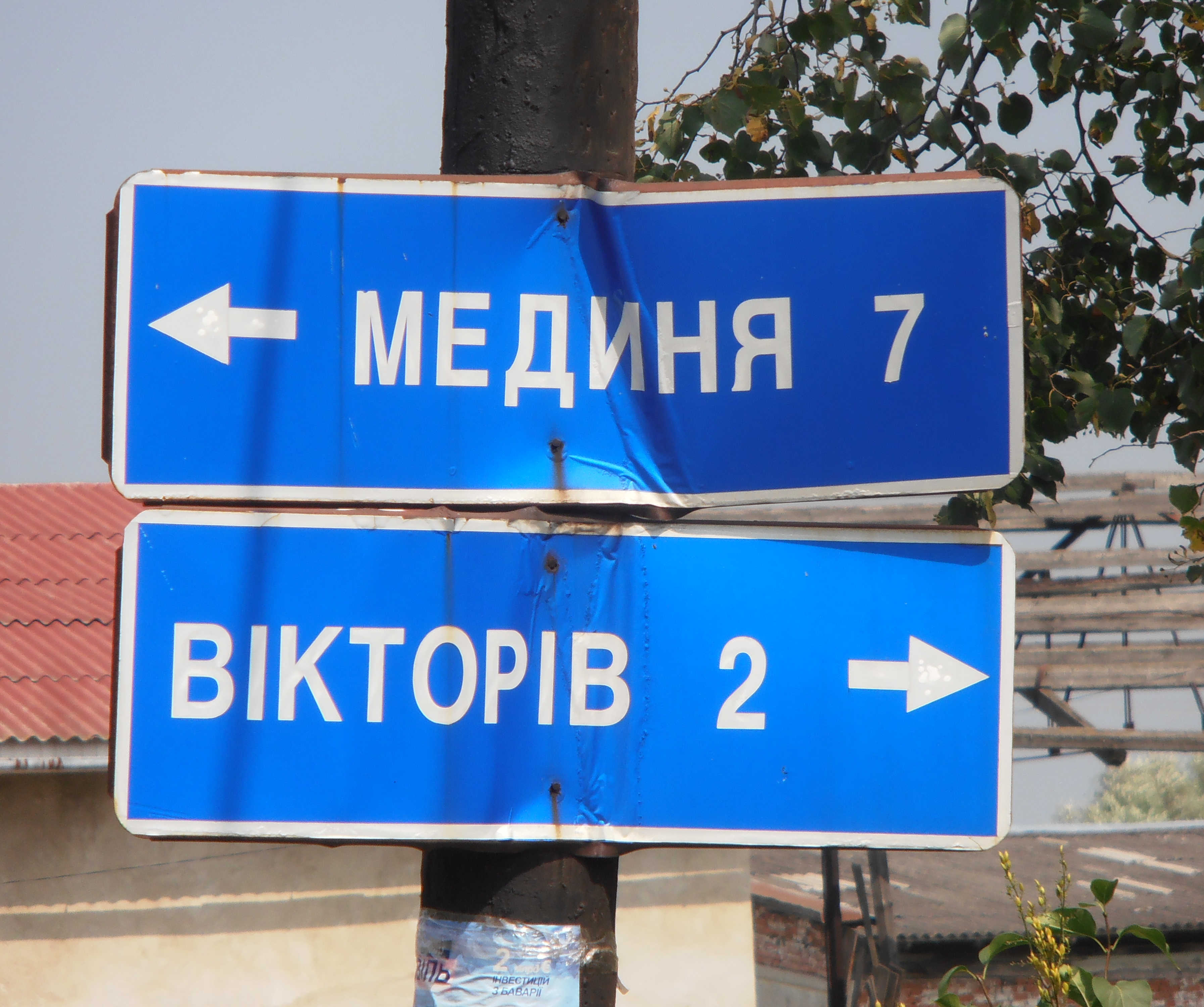

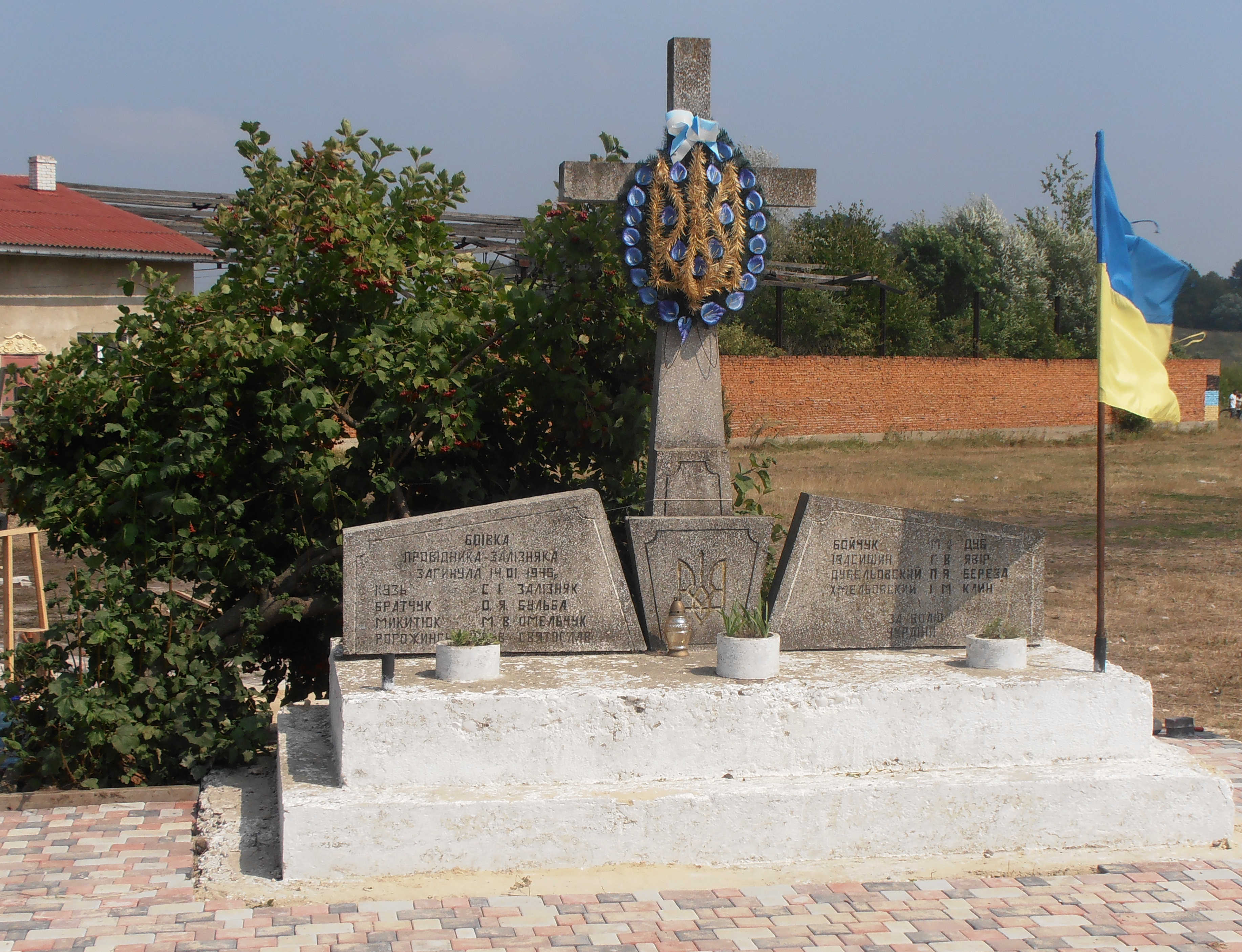

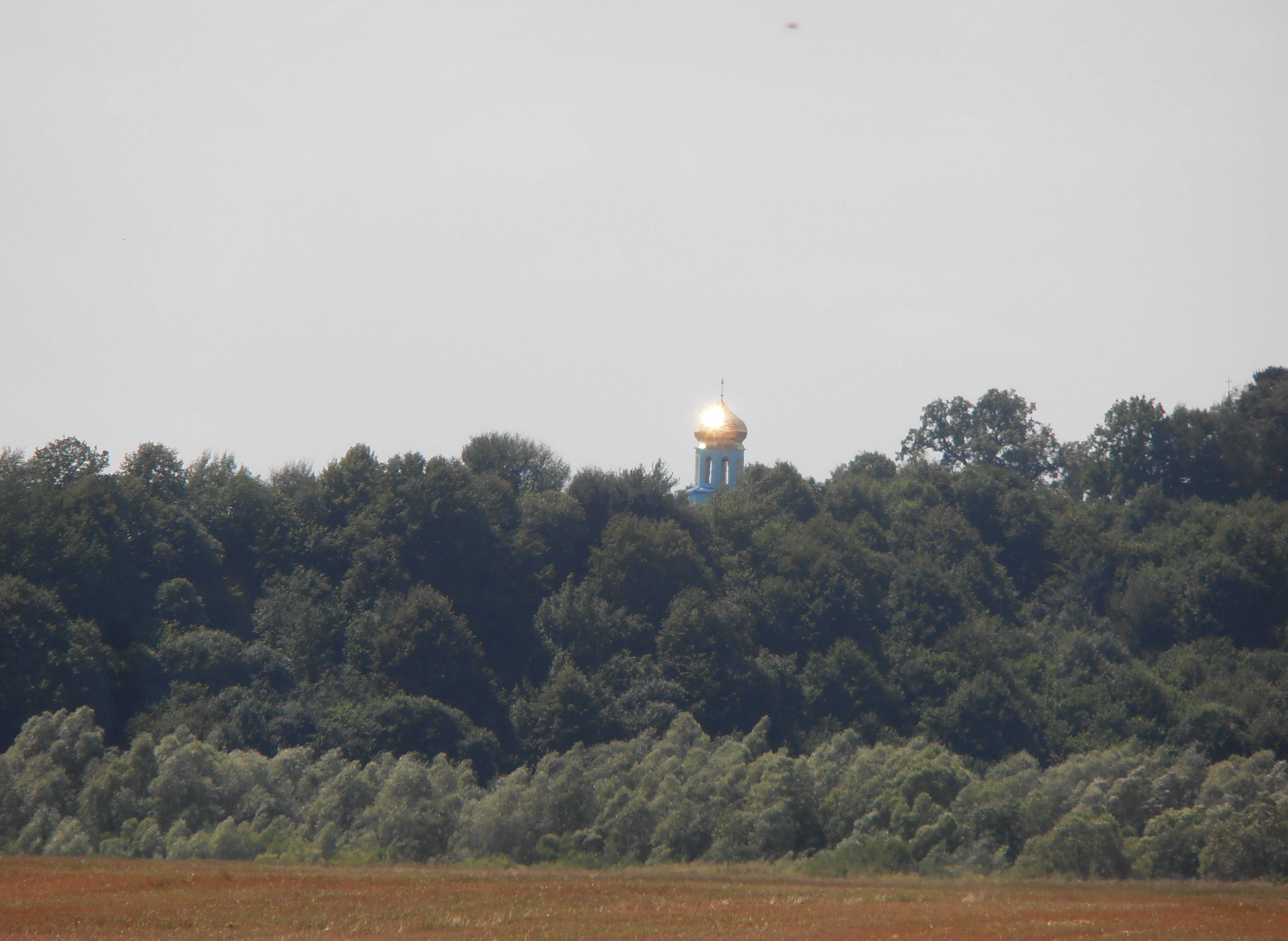

科馬里夫（烏克蘭語：Комарів），是烏克蘭西部的村莊，隸屬伊萬諾-弗蘭科夫斯克州的伊萬諾-弗蘭科夫斯克區。該村面積15.74平方公里，2021年人口1,471，人口密度每平方公里100.4人。